# Eugenylacetat
Eugennylacetat ist ein Carbonsäureester, der sich von Eugenol und Essigsäure ableitet.

## Vorkommen

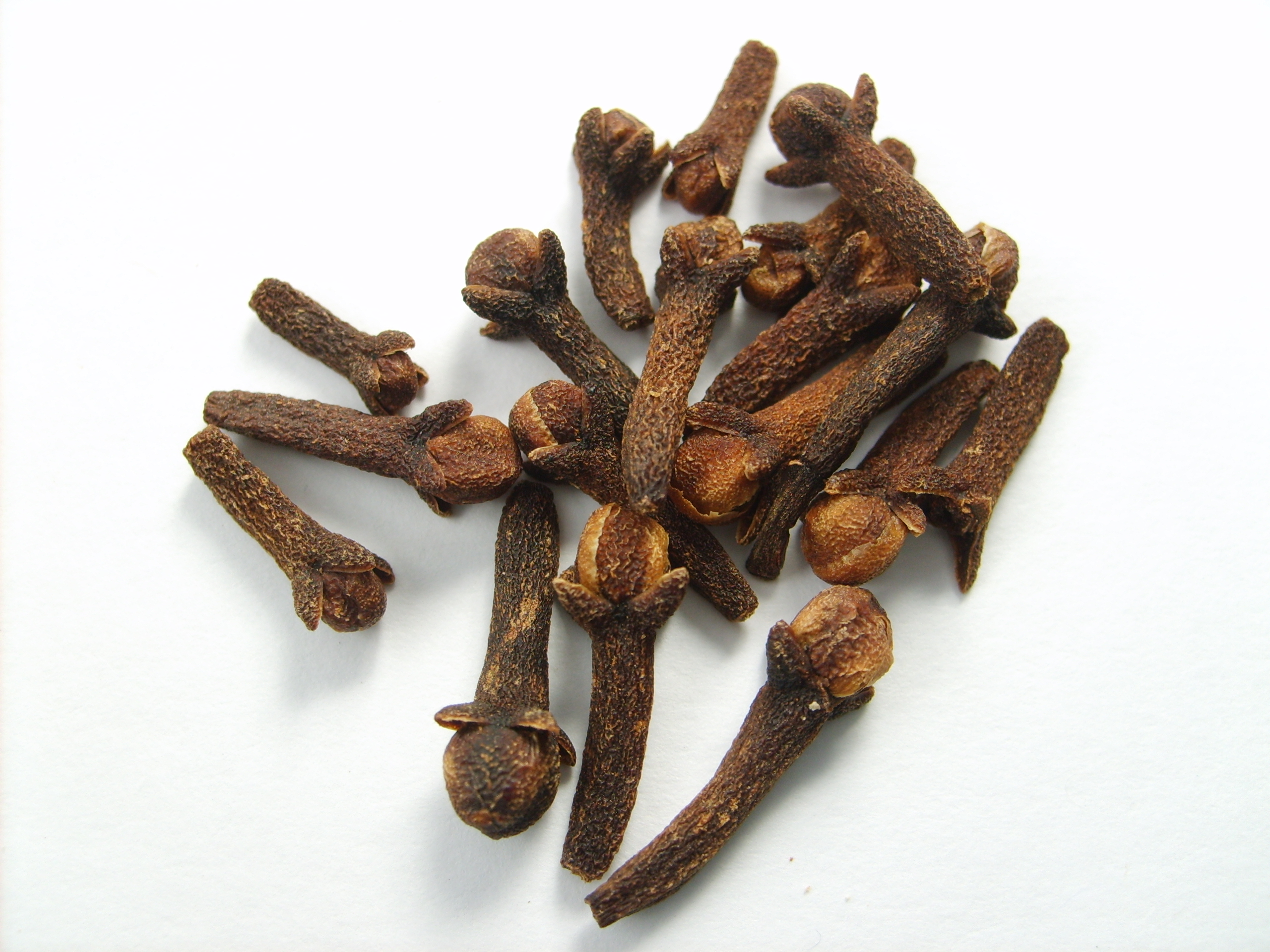
Gewürznelken

Eugenylacetat kommt im ätherischen Öl der Gewürznelke vor. Dieses besteht hauptsächlich aus Eugenol. Unter den Nebenkomponenten ist Eugenylacetat die mengenmäßig wichtigste. Ätherisches Öl aus Anis enthält etwa 3–4 % Eugenylacetat. Es kommt außerdem in den Blättern von Piper betel vor.

## Herstellung
Eugenylacetat kann durch Umsetzung von Eugenol und Acetanhydrid unter heterogener saurer Katalyse hergestellt werden.

## Eigenschaften
Eugenylacetat kristallisiert im monoklinen Kristallsystem in der Raumgruppe C2/c mit den Parametern a = 11.043, b = 12,095, c = 17.005 und β = 103,055 sowie 8 Formeleinheiten pro Elementarzelle. Der n-Octanol-Wasser-Verteilungskoeffizient liegt bei {\displaystyle \log P_{ow}=2,71}.

## Verwendung
Eugenylacetat ist in der EU unter der FL-Nummer 09.020 als Aromastoff für Lebensmittel allgemein zugelassen.

## Sicherheitshinweise
Eugenylacetat hat einen Flammpunkt von 142 °C.